# オールドオーチャード ゴルフクラブ
オールドオーチャード ゴルフクラブは、茨城県東茨城郡にあるゴルフ場である。

## 概要
「オールドオーチャード ゴルフクラブ」は、茨城県中部の県央地域、関東平野に属す水戸市の南側、東に涸沼があり涸沼川と涸沼前川が流れる、小幡城跡や日本最大の埴輪製作遺跡の小幡北山埴輪製作遺跡、神谷古墳群など歴史の香りが漂うロケーションの所にある。
1990年代前期、東茨城郡茨城町鳥羽田地区に新たなゴルフ場の建設を始め、コース設計はジム・ファジオ ゴルフデザイン社が行い、18ホール規模のゴルフ場の造成工事が着工され、1992年（平成11年）4月1日、造成工事が完了し、「オールドオーチャード ゴルフクラブ」18ホール規模のゴルフ場が開場した。ジム・ファジオは、米国のゴルフ・アーキテクト、現代ゴルフ設計者の3羽ガラスの故ジョージ・ファジオの甥で、ゴルフプレーとクラブの設計、運営、維持などを学んだ。
コースの特徴は、各ホールの景観など見ても典型的なアメリカンタイプのコースで、アウトコースは距離があり攻略ルートを見つけることが大切で、インコースは方向性が問われるホールが多いコースである。アメリカのジョージア州にある「オーガスタ・ナショナル・ゴルフクラブ」（1932年（昭和7年）開場）と同様、かつて果樹園があった用地にコースレイアウトされたごとく、全てのホールが名物ホールであり景観の美しい戦略的なコースである。
設計したジム・ファジオは開場後、「ティグランドに立つと、ハザードやバンカーの位置が一目で分かり、攻め方がイメージ出来るはずである。 プレイヤーは考えて、ボールをフェアウェイの安全な位置にプレイスメント出来れば、次のグッドショットが約束されます。ラウンドする度に緊張感を体験出来、新たな発見が生まれるます。」と語っている。
ジム・ファジオ ゴルフデザイン社の代表作は、プエルトリコの「トランプ・インターナショナルゴルフクラブ」で、日本国内での設計コースは、「丹生カントリークラブ（現・ゴールド福井カントリークラブ）」（福井県、1991年（平成3年）開場）、「滝川丸加高原カントリークラブ」（北海道、2000年（平成12年）開場）、「小御門カントリークラブ（現・キャスコ花葉CLUB本コース・花葉コース）」（千葉県、2016年（平成28年）開場）などの実績がある。
2021年（令和3年）7月16日、オールドオーチャード ゴルフクラブを経営する株式会社大林組の子会社である「茨城グリーン開発株式会社」は、「パシフィックゴルフマネージメント株式会社」に全株式を譲り渡す株式譲渡契約を締結した。同年10月1日、オールドオーチャードゴルフクラブは、パシフィックゴルフマネージメントの所有となり運営を開始した。

## 所在地
〒311-3142 茨城県東茨城郡茨城町鳥羽田686-3

## コース情報
- 開場日 - 1992年4月1日
- 設計者 - ジム・ファジオゴルフデザイン社
- 面積 - 1,200,000m2（約36.3万坪）
- コースタイプ - 丘陵コース
- コース - 18ホールズ、パー72、7,114ヤード、コースレート73.3
- フェアウェー - コウライ
- ラフ - ノシバ
- グリーン - 1グリーン、ベント（ペンクロス）
- ハザード - バンカー65、池が絡むホール15
- ラウンドスタイル - キャディ・セルフ選択可、乗用カート(5人乗り)リモコン式
- 練習場 - 12打席250ヤード
- 休場日 - 無し[6]

## ギャラリー
- コース - 「オールドオーチャード ゴルフクラブ」、コース紹介、2021年11月11日閲覧
- ハウス - [ 「オールドオーチャード ゴルフクラブ」、施設案内、2021年11月11日閲覧]

## 交通アクセス
- 鉄道 - 常磐線（JR東日本） - 石岡駅より クラブバス利用 約35分[7]
- 道路 - 常磐自動車道 - 岩間ICより 11Km[7]

## 関連文献
- 『ゴルフ場ガイド 東版』、2006-2007、「オールドオーチャード ゴルフクラブ」、東京 ゴルフダイジェスト社、2006年5月、2021年11月11日閲覧